# Daniel Stâlpnicul
Daniel Stâlpnicul (în greacă Δανιὴλ ὁ Στυλίτης, transliterat: Daniel ho Stylites; n. 409 d.Hr., Samosata⁠(d), Prefectura pretoriană a Orientului, Turcia – d. 11 decembrie 490 d.Hr.) a fost călugăr sirian, discipol al lui Simeon Stâlpnicul cel Bătrân. La fel ca mentorul său, a trăit pe un stâlp, de unde supranumele de „stâlpnic”.
Este sărbătorit în calendarul bizantin pe 11 decembrie.

## Galerie de imagini

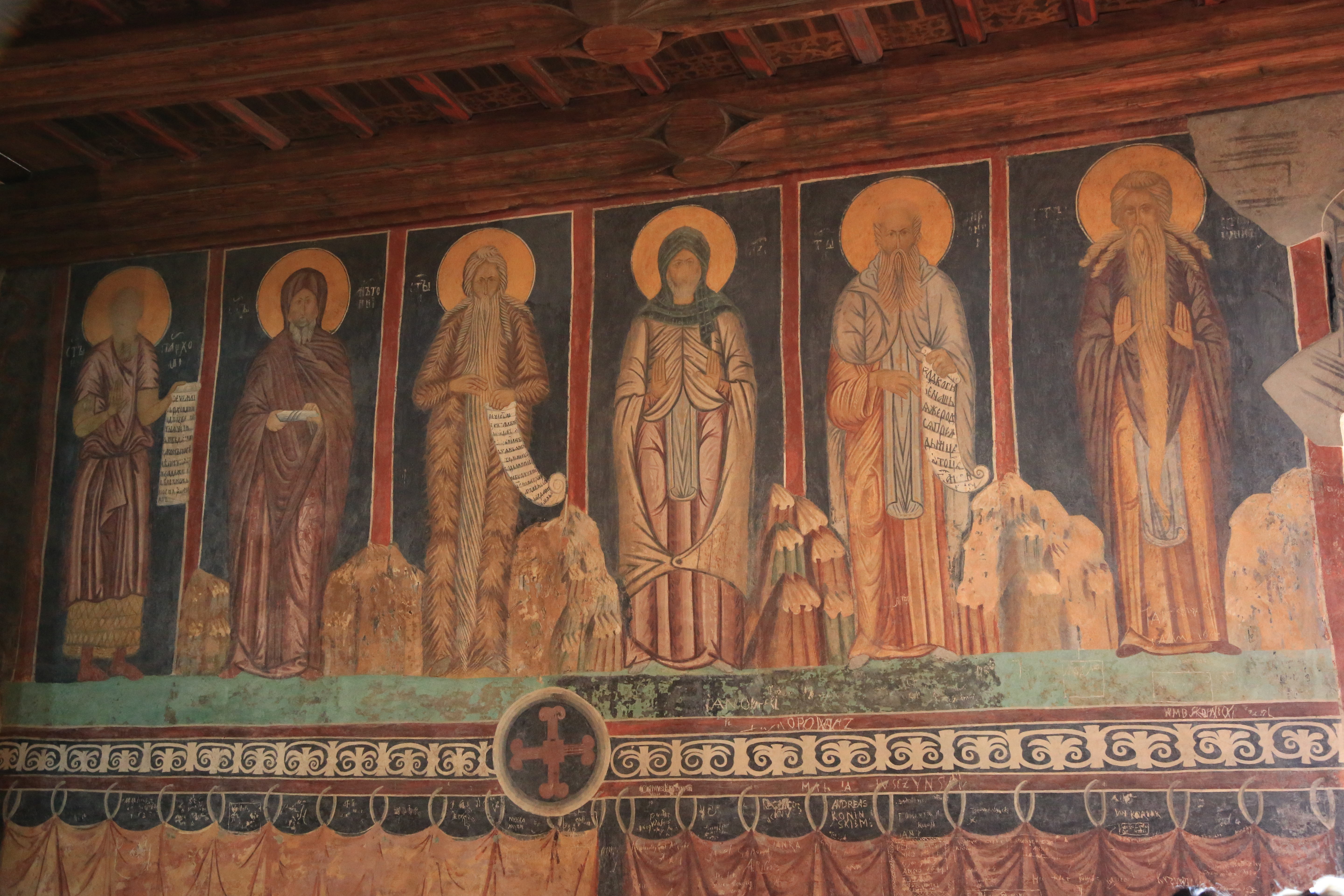
Sfinții anahoreți, Capela Sfintei Treimi, Lublin (secolul al XV-lea)
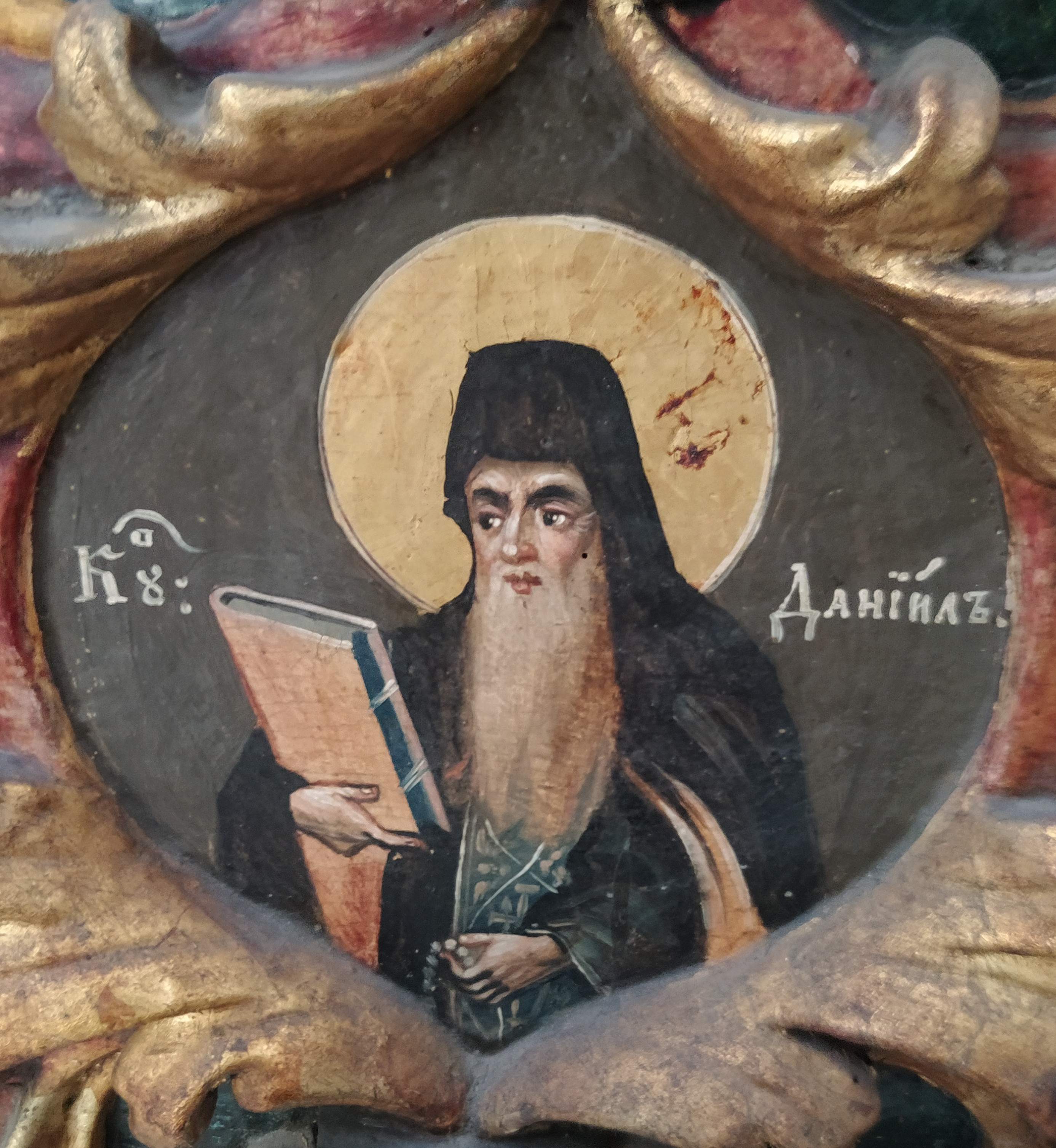
Daniel Stâlpnicul, iconostasul Catedralei Sfânta Treime din Blaj (secolul al XVIII-lea)